# ليم جيونغ هي
ليم جيونغ هي (بالكورية: 임정희)‏ هي مغنية كورية جنوبية، ولدت يوم 17 مايو 1981 في سول في كوريا الجنوبية.

## روابط خارجية
- Lim Jeong-hee على موقع IMDb (الإنجليزية)
- Lim Jeong-hee على موقع ميوزك برينز (الإنجليزية)
- Lim Jeong-hee على موقع ديسكوغز (الإنجليزية)